# Martin Maleček
Martin Maleček (* 29. listopadu 1968) je český politik, od roku 2014 předseda Sdružení občanů Lesné / Hnutí SOL, od roku 2016 zastupitel Jihomoravského kraje (v letech 2016 až 2020 také náměstek hejtmana a od roku 2020 radní kraje), od roku 2022 zastupitel města Brna, od června 2015 starosta městské části Brno-sever.

## Život
Vystudoval obor právo na Právnické fakultě Masarykovy univerzity (promoval v roce 1992 a získal titul Mgr.). Na téže univerzitě pak ještě vystudoval na Filozofické fakultě obory filozofie a estetika (promoval v roce 2000 a získal druhý titul Mgr.).
V letech 1993 až 2014 byl jednatelem a společníkem s vkladem ve firmě AMOR TOURS. V rámci svých občanských aktivit se zabýval zejména právními aspekty územního plánování ve vztahu k brněnské městské čtvrti Lesná a územně správním postavením Lesné.
V letech 1987 až 1991 působil jako bubeník a zakládající člen v kapele INSANIA (tehdy také vystupující pod jménem Skimmed), následně ho vystřídal na tomto postu bubeník BlackDrum. S kapelou vystoupil znovu jako host na koncertě v prosinci 2022.
Martin Maleček žije v Brně, konkrétně v městské části Lesná. Má dvě děti.

## Politické působení
V létě roku 2014 spoluzakládal hnutí Sdružení občanů Lesné a v červenci 2014 se stal jeho předsedou.
Do komunální politiky vstoupil, když byl v komunálních volbách v roce 2014 zvolen jakožto lídr hnutí Sdružení občanů Lesné zastupitelem městské části Brno-sever. V červnu 2015 se pak stal novým starostou městské části, když byla dosavadní starostka Barbora Maťáková ze své funkce odvolána.
V krajských volbách v roce 2016 byl lídrem společné kandidátky STAN a uskupení Starostové a osobnosti pro Moravu v Jihomoravském kraji a byl zvolen zastupitelem. Dne 16. listopadu 2016 se stal náměstkem hejtmana zodpovědným za oblast územního plánování.
V komunálních volbách v roce 2018 kandidoval jako člen hnutí SOL na kandidátce hnutí STAN do Zastupitelstva města Brna, ale neuspěl. Nicméně byl opět zvolen zastupitelem městské části Brno-sever, když vedl kandidátku Hnutí SOL. V polovině listopadu 2018 se stal již po druhé starostou městské části Brno-sever.
V krajských volbách v roce 2020 obhájil z pozice člena hnutí SOL post zastupitele Jihomoravského kraje na kandidátce „Starostové pro jižní Moravu“ (tj. STAN a SOL). Dne 11. listopadu 2020 se navíc stal radním Jihomoravského kraje pro územní plánování.
V komunálních volbách v roce 2022 byl zvolen za hnutí SOL v rámci uskupení „Lidovci a Starostové (KDU-ČSL + Starostové a nezávislí)“ zastupitelem města Brna. Zároveň byl lídrem samostatné kandidátky hnutí SOL do Zastupitelstva městské části Brno-sever, kam byl opět zvolen. Navíc se v polovině října 2022 stal již po třetí starostou městské části Brno-sever.
V krajských volbách v září 2024 kandidoval jako člen hnutí SOL za uskupení „Starostové pro jižní Moravu“ (tj. hnutí STAN a hnutí SOL) do Zastupitelstva Jihomoravského kraje. Mandát krajského zastupitele se mu podařilo obhájit. V listopadu 2024 se pak stal radním kraje pro oblast územního plánování a stavební právo.